# ガントゥート級ミサイル艇
ガントゥート級ミサイル艇（英語: Ghantut Class Missile boat）は、アラブ首長国連邦海軍のミサイル艇の艦級。艦級名はFalaj2型と表記されることもあり、艦種は哨戒艦と類別されることもある。
イタリアにある、フィンカンティエリ社のムッジャーノ造船所で2隻が建造された。2023年時点で、2隻が運用中である。

## 経緯
2010年1月22日、アラブ首長国連邦はフィンカンティエリ社から2隻のFalaj2型コルベットを導入すると発表した。
1、2番艦は2010年から2011年にかけて起工され、2013年に就役した。さらに2隻を国内で建造するオプション契約もあったが具体化はせず、2021年にはFalaj3型哨戒艦4隻を建造することが決定している。

## 設計
メーカーは本級を「ステルス攻撃艇」と表現しており、高いステルス性を持ち、幅広い任務に対応する一方で、高水準の居住性と安全性も備えている旨を主張している。
諸元については、メーカーは満載排水量520t、全長55m、船体幅8.6mとしているが、満載排水量は550tとする資料や、全長55.7ｍとする資料もある。機関については、MTU 16V4000 M90ディーゼルエンジン2基を搭載し、2軸で推進する。速力は最大で28ノットで、航続距離は14ノット時で1,500海里である。乗員は28名。

## 装備
砲熕兵器には、オート・メラーラ社（現・レオナルド社）のスーパーラピット62口径76mm両用砲を装備したステルス砲塔を艦首に搭載し、さらにヒットロール‐G 12.7mmリモートウェポンステーション（RWS）を2基搭載している。艦対艦ミサイルは射程180kmのエグゾセMM40 ブロック3で、艦中央部やや後方よりに連装発射筒2基を設置している。艦対空ミサイルは射程20kmのVL MICAで、艦尾に6セルの垂直発射機（VLS）を装備している。
C4IシステムとしてはIPNSを採用している。電子光学システムには目標追尾用のNA-30S TVおよびIRシステムと、監視用のメデューサ Mk4Bを装備している。レーダーは、上部構造物のトップにGバンドのクロノス 三次元対空/対水上捜索レーダーを搭載し、ほかに航海レーダー、RTN-30X Iバンド射撃指揮レーダーがある。ソナーは装備していない。
電子戦・対抗装備としては、SEAL-L RESM装置と、ラインメタル社のMASS デコイ発射機がある。

## 同型艦
| 番号 | 艦名                 | 建造所             | 起工           | 進水           | 就役           | 状況 |
| ---- | -------------------- | ------------------ | -------------- | -------------- | -------------- | ---- |
| P251 | ガントゥート Ghantut | フィンカンティエリ | 2010年 11月4日 | 2012年 1月25日 | 2013年 1月8日  | 現役 |
| P252 | サラーラ Salahlah    | フィンカンティエリ | 2011年         | 2012年 6月8日  | 2013年 4月22日 | 現役 |